# Копер (дробарка)
Копе́р, копрова дробильна установка — установка для дроблення металевого брухту, брил мартенівського шлаку тощо.

## Опис
Копрове дроблення — дроблення металевого брухту дією падаючого вантажу спеціальної форми
Копрова дроблення застосовується для переробки великогабаритного масивного сталевого або чавунного лому і скрапу. При цьому способі використовуються потужні копрові установки продуктивністю 2-8 т/год
Копрові баби виготовляють естакадними і баштовими (стаціонарні та пересувні).
Естакадні копрові установки мають завантажувальну естакаду, по якій переміщається мостовий кран, бійне місце. Подача брухту та видалення готової продукції з бійного місця здійснюється мостовим краном. Підйом і скидання копрової баби проводиться бійним краном.
Енергія на дроблення на копровій установці, залежить від маси і форми копрової баби, а також висоти її падіння. Істотний вплив на ефективність подрібненні надає форма баби. Найбільш оптимальна грушоподібна копрова баба з плоским дном.
Копрові баби виготовляють зі сталі, що містить 0,10,2 % вуглецю, і термічно гартують. Довговічність копрових баб невелика (до 6000-7000 т подрібненого металобрухту). Найбільш довговічні копрові баби, виготовлені зі сталі, що містить 12-18 % марганцю.